# Windsor
Windsor é uma cidade mercado histórica e uma área não separada do Distrito Real de Windsor e Maidenhead em Berkshire, na Inglaterra. É vastamente conhecida como a casa do Castelo de Windsor, uma das residências oficiais da Família real britânica. O castelo foi construído pelo rei Guilherme I e passou por numerosas reformas e modificações ao longo dos séculos.
A cidade está situada a 33 km ao oeste de Charing Cross, Londres, a 11 km a sudeste de Maidenhead, e a 35 km a leste do condado de Reading. Fica imediatamente a sul do Rio Tâmisa, que forma o seu limite com a sua pequena e antiga cidade gêmea de Eton (Berkshire). A vila da Velha Windsor, apenas 3 km para sul, antecede o que agora é chamado de Windsor durante cerca de de 300 anos; no passado, Windsor era formalmente chamada de Nova Windsor para se diferenciar.

## Etimologia
Windlesora foi a primeira menção na Crônica Anglo-Saxônica. (O assentamento tinha um nome anterior, mas isso é desconhecido.) O nome é originado do Inglês antigo Windles-ore ou levado pelo rio. Por volta de 1110, encontros do Great Council, que já haviam ocorrido em Windlesora, foram registrados como ocorridos no Castelo – se referindo a Nova Windsor, provavelmente para indicar que era um complexo de castelo/distrito de duas alas, similar a outros designs de castelos mais antigos, como Denbigh. No final do século XII, o assentamento de Windelsora foi renomeado para Old Windsor.

## História

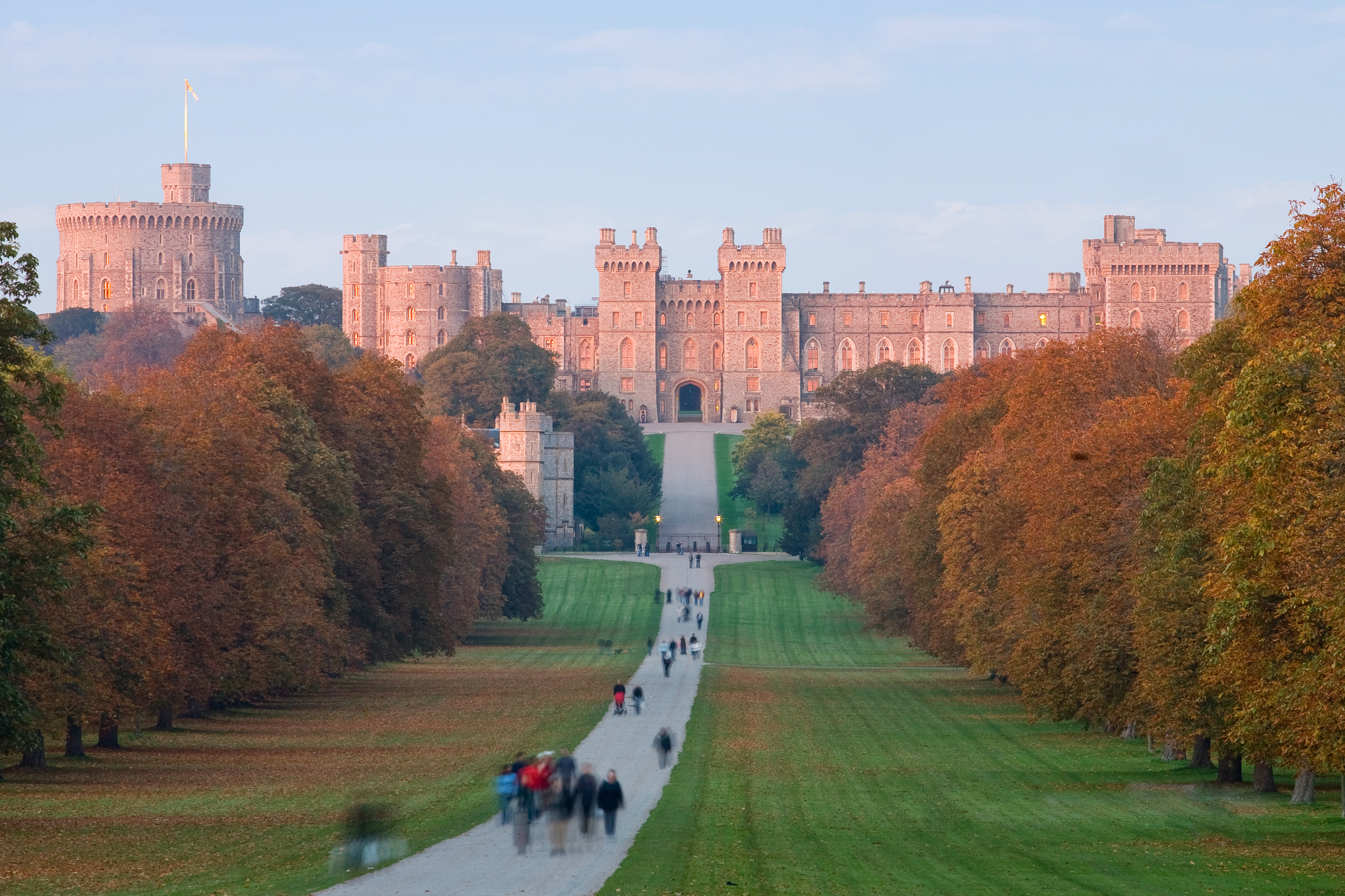
Castelo de Windsor, visto do Long Walk

### Período normando
A história do começo do lugar é desconhecida, embora seja quase certo que se estabeleceu alguns anos antes de 1070 quando Guilherme I de Inglaterra ordenou a construção de um castelo de mota. o foco do interesse real na época não era o castelo e sim um assentamento ao lado do rio 3 mi (4,83 km) abaixo, possivelmente estabelecido no século VII. No século VIII, pessoal de alto status social começaram a visitar a região ocasionalmente, possivelmente incluindo a realeza. A partir do século XI a ligação da região com o rei Eduardo, o Confessor foi documentada, apesar de informações sobre o uso do lugar por ele serem escassas. Após a Conquista normanda da Inglaterra, o uso da região pela realeza foi intensificado, provavelmente por oferecer bom acesso às florestas e oportunidades de caça – um esporte que também desenvolvia habilidades militares.
O Castelo de Windsor é citado no Domesday Book pelo registro de Clewer, a mansão vizinha de Windsor. Apesar disso parecer estranho, esse fato ocorreu devido à mudanças de planos que o castelo sofreu desde 1070, e mais terras foram sendo adquiridas em Clewer para suportar uma cidade castelo. Esse plano não foi executado até ao começo do século XII. Henrique I – de acordo com um registro – o reconstruiu, e isso reverberou nas ações de outros reis normandos em regiões reais, como Westminster, onde acomodações maiores e mais magníficas foram tidas como necessárias para a nova dinastia. O rei Henrique casou com sua segunda esposa no castelo de Windsor em 1121, depois do desastre de Barco Branco.

### Período Plantageneta
O assentamento em Velha Windsor foi largamente transferido para Nova Windsor durante o século XII, apesar do planejamento e implantação de construções essenciais para a nova cidade (incluindo a igreja paroquial, mercado, ponte, convento e hospital de Lepra) não foram concluídas até 1170, sob a regência de Henrique II, após a guerra civil durante o reinado de Estêvão. Durante essa mesma época, a atual divisão superior do castelo foi reconstruída em pedra. A Ponte de Windsor é a ponte mais antiga do rio Tâmisa entre Staines e Reading, construída em um tempo onde a construção de ponte era raro; foi documentada primeiramente em 1191, mas foi provavelmente construída, de acordo com os Rolos de tubo, em 1173. Desempenhou um importante papel no sistema nacional de estradas, conectando Londres com Reading e Winchester, mas também, desviando o tráfego para a nova cidade, apoiou o sucesso de sua economia incipiente.
A cidade de Nova Windsor, como um antigo departamento da Coroa, foi um assentamento privilegiado desde o início, aparentemente tendo direitos de um 'distrito livre', dos quais outras cidades tinham que pagar taxas substancias ao rei para obter. Possuía uma guilda mercante (conhecida no século XIV como a Fraternidade ou Irmandade da Santa Trindade) no começo do século XIII e, sob patrocínio real, foi feita cidade chefe do condado em 1277, como parte das suas concessões ligadas ao status de distrito real dado pelo foro de Eduardo I. Um tanto incomum, esse foro não deu direitos ou privilégios para Windsor mas, provavelmente, codificou os direitos que desfrutou por muitos anos. A posição de Windsor como cidade chefe de Berkshire durou pouco, onde Wallingford assumiu essa posição no início do século XIV. Como uma cidade autônoma, Windsor aproveitou uma certa quantidade de liberdades que não estava disponível para outras cidades, incluindo o direito de possuir sua própria corte distrital, o direito de associação (ou 'liberdade') e certa independência financeira. As contas da cidade do século XVI sobreviveram parcialmente, apesar de grande parte do acervo substancial do distrito, datado desde o século XII, ter sido destruído, provavelmente no final do século XVII.

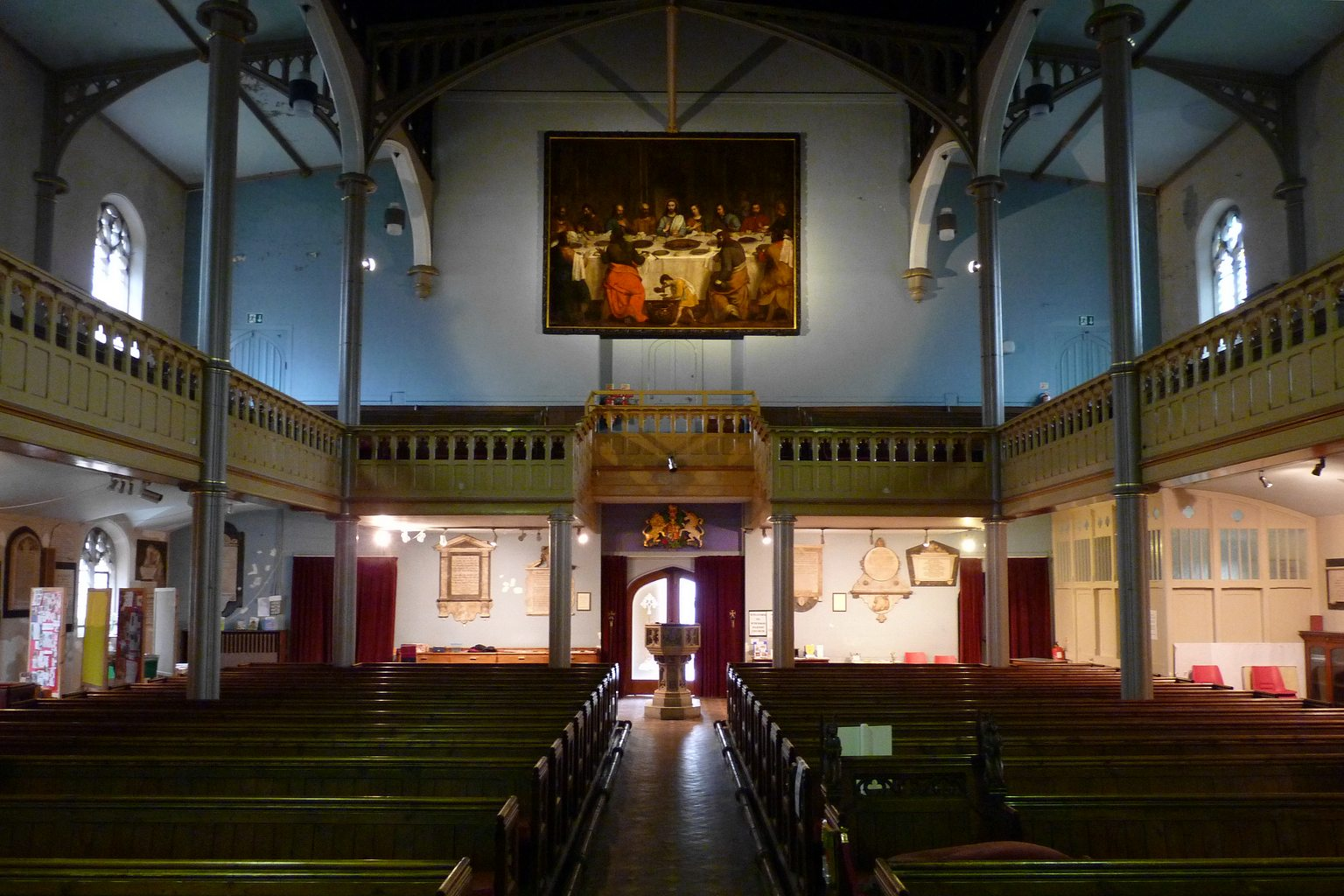
A Última Ceia de Franz de Cleyn na Galeria Leste da igreja paroquial São João Batista, de Windsor.

Nova Windsor foi uma cidade nacionalmente significativa na Idade Média, certamente uma das cinquenta cidades mais ricas do país em 1332. Sua prosperidade veio de sua estreita associação com a família real. O contínuo investimento no castelo trouxe mercadores londrinos (ferreiros, comerciantes de vinhos, comerciantes de especiarias e comerciantes de tecido) para a cidade no final do século XIII e proveu muitos empregos para os habitantes. O desenvolvimento do castelo sob a regência de Eduardo III, entre 1350 e 1368, foi o maior projeto de construção secular na Inglaterra durante a Idade Média, onde muitas pessoas de Windsor trabalharam nesse projeto, trazendo grande fortuna para cidade. Apesar da Peste negra, em 1348, ter reduzido a população da cidade pela metade, os projetos de prédio de Eduardo III trouxeram bastante dinheiro, possibilitando o crescimento da população: foi um tempo de 'boom' para a economia local. Pessoas vieram para Windsor de todas as partes do país e da Europa continental. O poeta Geoffrey Chaucer teve o cargo honorífico de 'Secretário de Obras' no castelo de Windsor em 1391.
O desenvolvimento do castelo continuou no final do século XV com a reconstrução da Capela de São Jorge. Com isso, Windsor se tornou um grande local de peregrinação, particularmente para londrinos. Peregrinos iam para tocar o santuário real do assassinado Henrique VI, o fragmento da Vera Cruz e outras relíquias importantes. As visitas à capela eram provavelmente combinadas com uma visita ao santuário e colégio Marian próximos a Eton, fundados por Henrique VI em 1440, e dedicados à Assunção; que agora é conhecido como Eton College. Peregrinos vieram com quantias significativas para gastar. De talvez duas ou três pousadas nomeadas no final do século XV, cerca de 30 podem ser identificadas um século depois. A cidade cresceu mais uma vez em riquezas. Para peregrinos de Londres, Windsor foi provavelmente – mas rapidamente – mais importante que Cantuária e o santuário do patrono da cidade, S. Thomas Becket.

### Períodos Tudor e Stuart

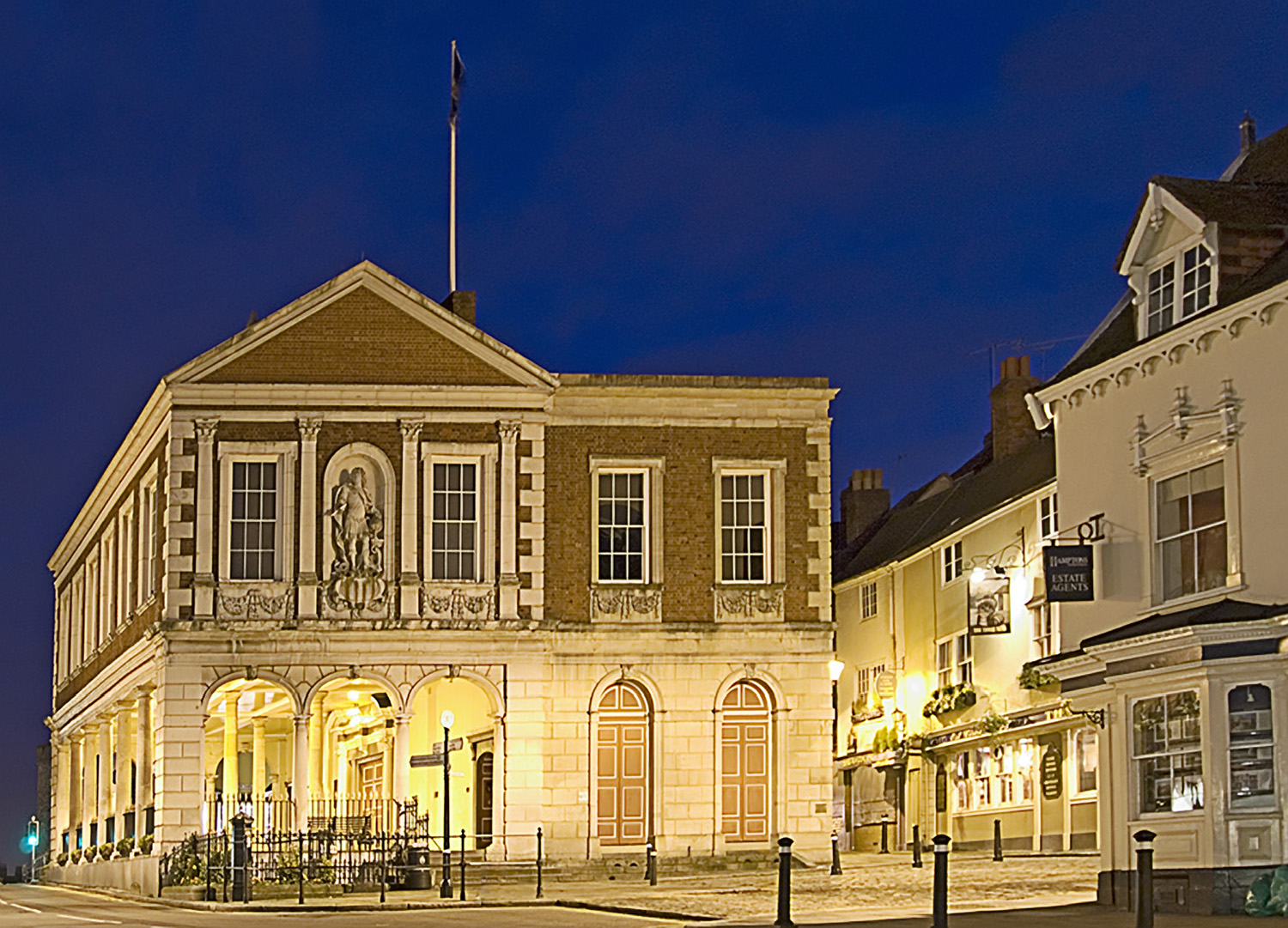
O Mercado e Windsor Guildhall

Com o fim da Reforma, entretanto, o tráfego de peregrinos de Windsor desapareceu, e a cidade começou a estagnar cerca de dez anos depois. O castelo foi considerado antiquado e santuários para mortos vistos como supersticiosos. O período recém moderno formou um forte contraste com a história medieval da cidade. Henrique VIII foi enterrado na Capela de São Jorge em 1547, perto de Joana Seymour, a mãe de seu único filho legítimo, Eduardo VI. Henrique, o fundador da Igreja Anglicana, talvez quisesse se beneficiar do fluxo de peregrinos que chegavam à cidade. Suas vontades passam essa impressão.
A maioria das contas de Windsor entre o século XVI e XVII mostram pobreza, ruas malfeitas e habitação pobre. A peça de Shakespeare The Merry Wives of Windsor se passa em Windsor e contém várias referências de partes da cidade e seus arredores. Shakespeare deve ter andado pelas ruas da cidade, perto do castelo e do rio, assim como as pessoas ainda fazem. A peça deve ter sido escrita no Garter Inn, oposto ao castelo, mas foi destruído em um incêndio no final do século XVII. A duradoura – e famosa – cortesã do rei Carlos II, Nell Gwyn, ganhou uma casa na rua St Albans: Burford House (agora parte dos Estábulos Reais). A permanência dela nessa casa, no máximo em que se é possível afirmar, foi breve. Apenas uma carta endereçada para Burford House sobreviveu: provavelmente teve o intuito de ser um legado para seu filho ilegítimo, o Conde de Burford, conhecido como Duque de St Albans mais tarde.
Windsor foi guarnecida pelo coronel Venn durante a Guerra civil inglesa. Mais tarde, se tornou a casa do Exército Novo quando Venn saiu do castelo em 1645. Apesar de sua dependência real, como muitos centros comerciais, Windsor era uma cidade Parlamentar. Carlos I foi enterrado sem cerimônia na Capela de São Jorge depois da sua execução em Whitehall em 1649. A prefeitura atual, construída entre 1680 e 1891, substituído um mercado antigo que foi construído no mesmo lugar por volta de 1580, assim como a antiga prefeitura, que ficava em frente ao castelo e foi construída por volta de 1350. A contração no número de antigos edifícios públicos mostra uma cidade que está 'limpando os decks', pronta para um período renovado de prosperidade com o retorno de Carlos II ao castelo. Mas seus sucessores não usaram o lugar, e como a cidade estava sem dinheiro, os novos prédios civis planejados não apareceram. A cidade continuou na pobreza até meados do século XIX.
Em 1652, a maior casa no Great Park de Windsor foi construída em terra que Oliver Cromwell apropriou da Coroa. Apesar de agora ser conhecida como Cumberland Lodge depois do Duque de Cumberland ter residido lá em meados do século XVIII, a casa também foi conhecida como Byfield House, New Lodge, Ranger's Lodge, Windsor Lodge e Great Lodge.

### Períodos Georgiano e Vitoriano

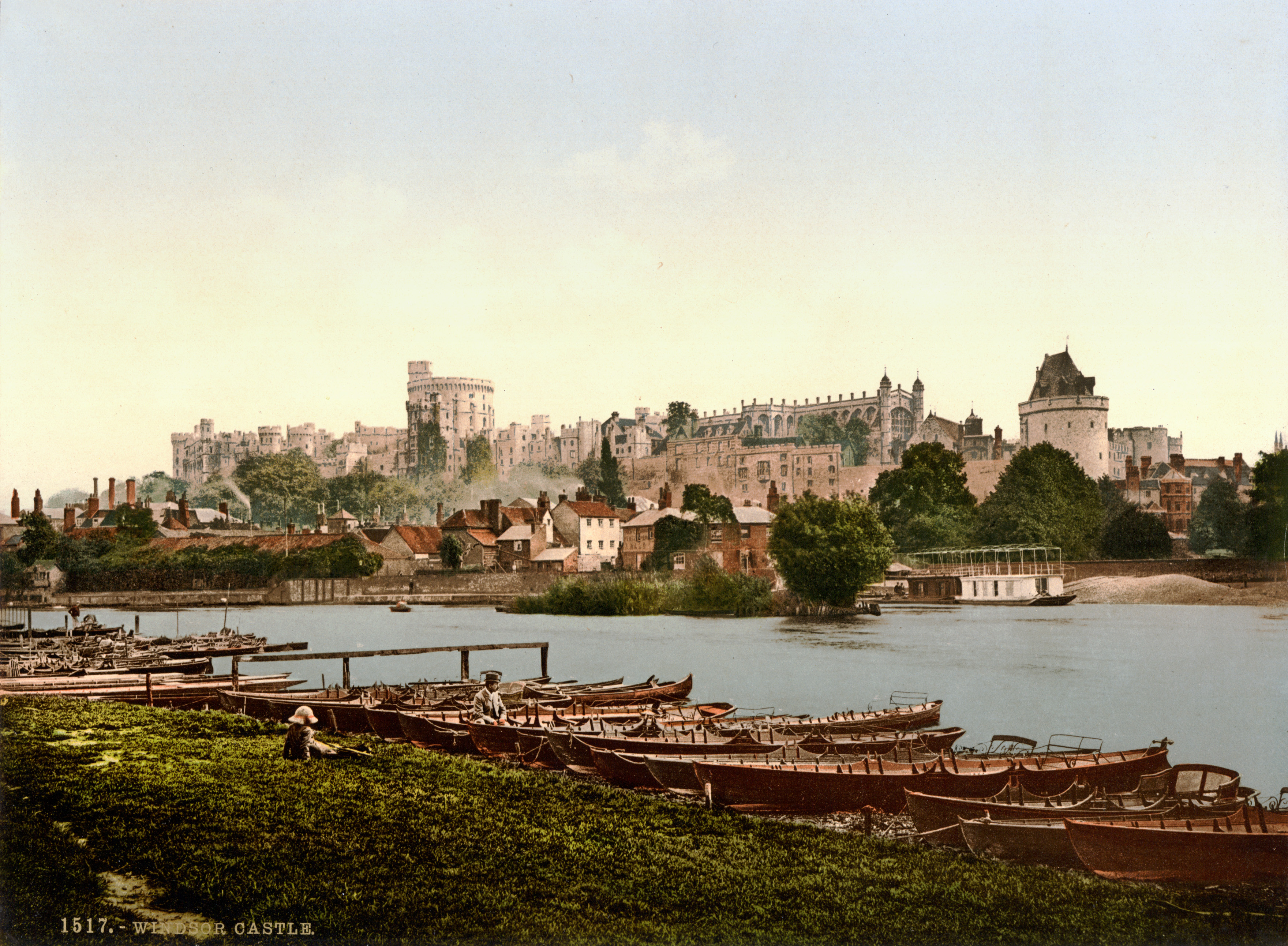
Fotocromo de Windsor e do Castelo de Windsor visto pelo Rio Tâmisa, 1895

Em 1778, houve uma retomada da presença real, com Jorge III na Queen's Lodge e, a partir de 1804, no castelo. Isso iniciou um período de desenvolvimento novo em Windsor, com a construção de dois quartéis do exército. No entanto, o grande número de soldados associados levaram a um importante problema de prostituição em 1830, em uma cidade onde o número de ruas tinha mudado pouco desde 1530. No século XVIII, a cidade negociou com Londres ao vender a Cadeira de Windsor, que, na verdade, foi feita em Buckinghamshire.
Várias casas finas foram construídas nesse período, incluindo Hadleigh House em Sheet Street, que foi construída em 1793 pelo então prefeito de Windsor, William Thomas. Em 1811, foi o lar de John O'Reilly, o cirurgião-farmacêutico de Jorge III.
O castelo de Windsor foi o ponto de observação mais ocidental para o Censo Anglo-Francês (1784–1790), que mediu a distância precisa entre o Observatório Real de Greenwich e Observatório de Paris usando trigonometria. Windsor foi usada por causa de sua proximidade relativa à linha de base da pesquisa em Hounslow Heath.
A remodelação substancial do castelo na década subseqüente e a residência da Rainha Victoria a partir de 1840, bem como a chegada de duas ferrovias em 1849, sinalizaram as mudanças mais dramáticas na história da cidade. Esses eventos catapultaram a cidade de um estado mediavel catatônico para o centro do império – muitos chefes de estado europeus viajaram à Windsor para visitar a Rainha ao longo do resto do século XIX. Infelizmente, o 'redesenvolvimento' excessivo e a remodelação das características medievais de Windsor neste momento resultaram na destruição generalizada da cidade velha, incluindo a demolição da antiga paróquia de São João Batista em 1820. A original foi construída por volta de 1135.

### Períodos posteriores
A maioria das ruas da cidade atual data de meados do final do século XIX. Entretanto, a rua principal, Peascod Street, é bastante antiga, predatando o castelo por muitos anos, e provavelmente tem origem Saxã. Formou parte da estrutura paroquial do século X no leste de Berkshire[carece de fontes?] e foi inicialmente chamada de Peascroftstret em 1170. O castelo real de 1000 anos de idade, embora o maior e mais ocupado da Europa, é um desenvolvimento recente em comparação. "Nova Windsor" foi oficialmente renomeada como "Windsor" em 1974.

## Religião

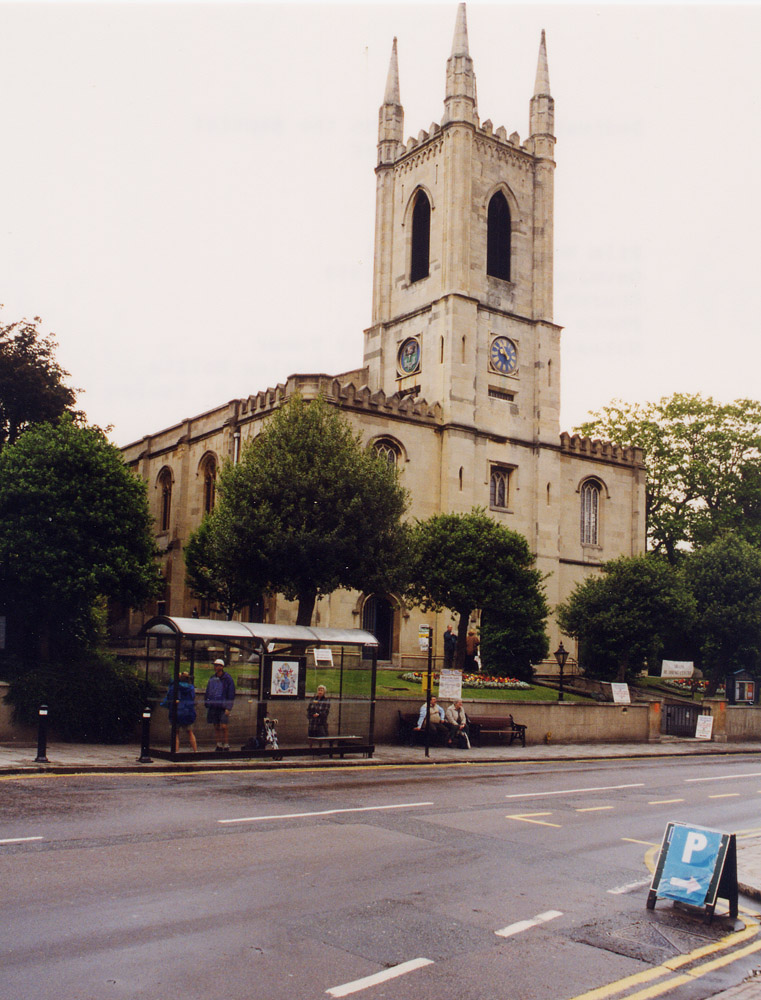
Igreja de São João Batista

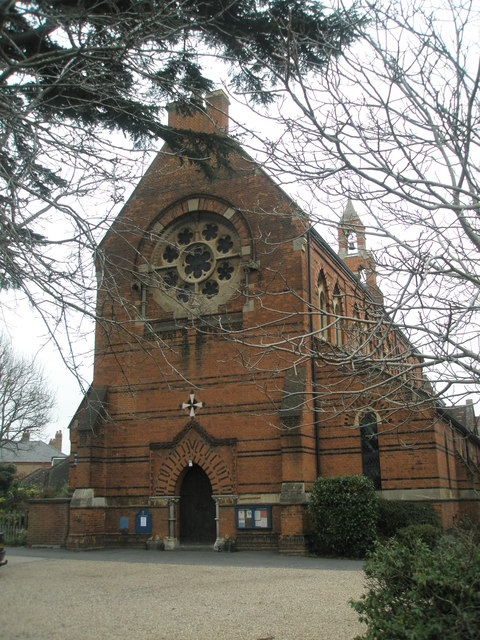
Igreja de Todos os Santos

A igreja paroquial original de Windsor é dedicada a São João Batista e é situada adjacente à High Street. A igreja é conhecida como sendo da época em que o Rei Henrique I transferiu a Corte Real de Velha Windsor para 'Nova Windsor'. Claramente foi estabelecida na época de Henrique II, por volta de 1110, já existindo referências a ela nessa época.
Em 1543, Henry Filmer, Robert Testwood e Anthony Pearson, os três Mártires de Windsor, foram queimados na fogueira em Deanery Garden, perto da igreja.
O prédio original da igreja tinha arcos saxões e trabalho normando e, por volta do século XVIII, foi descrito como um 'vasto prédio com 10 altares laterais e várias capelas' e talvez oito telhados de frontão. Havia um pequeno pináculo no topo da torre central principal.
Em 1818, o alto custo dos reparos do antigo prédio fez com que se pensasse em reconstrução total, ao custo de £14 000. Charles Hollis foi indicado como arquiteto e o novo prédio foi construído entre 1820 e 1822 com colunas de ferro fundido que foram enterradas no Tâmisa. As vigas que suportam o telhado também são ferro fundido. A nova igreja, com estilo gótico e uma torre em forma de pináculo contendo os sinos, foi consagrada oficialmente pelo Bispo de Salisbury em 22 de junho de 1822.
Samuel Sanders Teulon adicionou a capela e a abside em 1880. A tela da capela foi adicionada em 1898 para marcar o reinado de 60 anos da Rainha Vitória. Em 1906, o órgão Hunter foi instalado. A galeria do norte foi reduzida em largura para ceder espaço ao órgão.
A igreja paroquial mais recente de Todos os Santos está situada na Frances Road. O vigário incumbente é o Reverendo Ainsley Swift. O autor Thomas Hardy treinou como arquiteto e se juntou as atividades de Arthur Blomfield como arquiteto assistente em abril de 1862. Entre 1862 e 1864, ele trabalhou com Blomfield na igreja de Todos os Santos. Um retábulo, possivelmente elaborado por Hardy, foi descoberto atrás do painel da igreja em agosto de 2016.

## Turismo

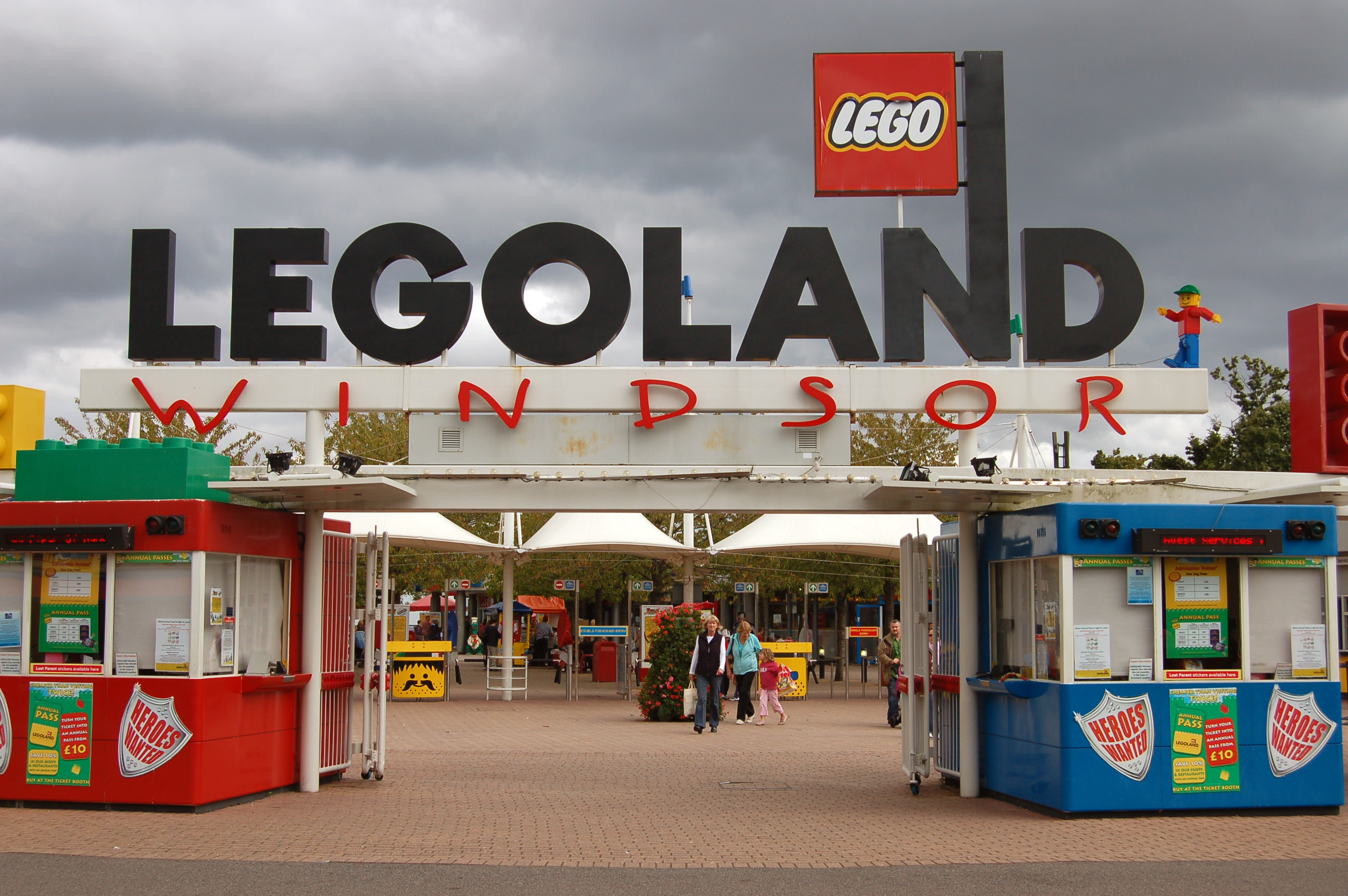
Entrada do Legoland Windsor Resort

Como consequência do castelo, Windsor é um destino popular entre os turistas e tem estruturas usualmente encontradas em cidades maiores, como: duas estações ferroviárias, um teatro e vários hotéis. Muitas viagens de barco operam no rio Tâmisa, com conexões para Maidenhead e Staines-upon-Thames. No inverno, Alexandra Gardens disponibiliza uma pista de gelo temporária.
Perto da cidade está o Legoland Windsor Resort, o único parque Legoland no Reino Unido e o maior parque Legoland no mundo em área. Legoland Windsor foi construído no terreno do antigo Windsor Safari Park.

## Compras

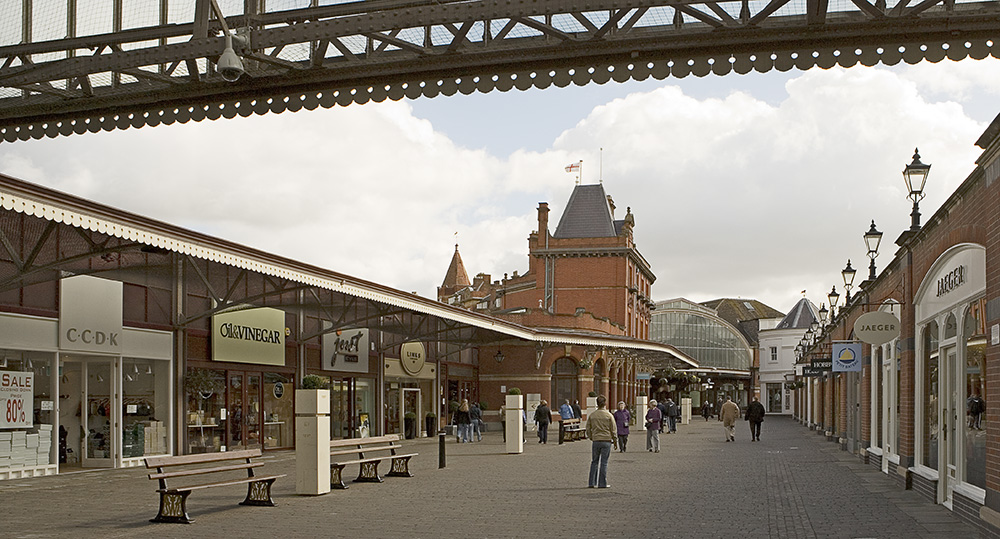
Estação Central remodelada como um recinto de compras

Como uma cidade turística, existe muitas lojas de presentes ao redor do castelo, juntamente de lojas e restaurantes no Windsor Royal Shopping dentro da Estação Central de Trem Windsor & Eton. A rua principal de compras, Peascod Street, inclui uma loja de departamento independente, W J Daniel & Co., conhecida por seu grande departamento de brinquedos, como também empresas nacionais como Marks & Spencer e Boots. King Edward Court, um shopping center apenas para pedestres, tem um supermercado Waitrose além de outras lojas como H&M, Mr Simms Olde Sweet Shoppe, New Look e Zara.

## Moradores notáveis

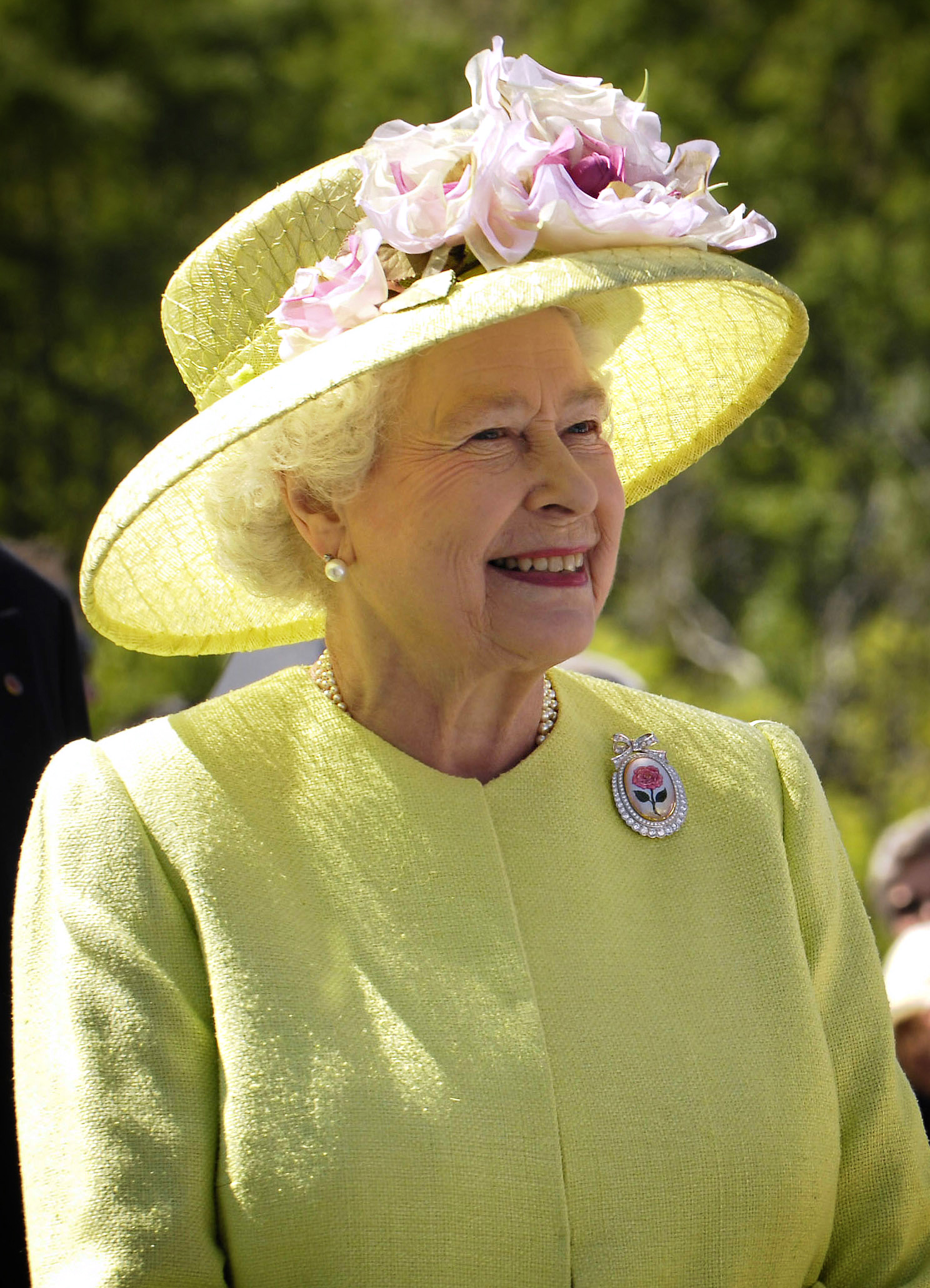
S.M. Rainha Isabel II

Assim como a S.M. Rainha Isabel II e outros membros da Família real britânica, Windsor possui muitos outros moradores notáveis, atuais ou antigos.
- Comediante Billy Connolly viveu em Windsor por muito anos na década de 1990.
- Cantora pop australiana Natalie Imbruglia tem um casa em White Lilies Island na área da vila Clewer.

## Esportes
O time de futebol de Windsor é o Windsor F.C. O tima joga atualmente na Combined Counties League Premier Division e seu estádio é o Stag Meadow, garantido ao clube original pelo Rei Jorge VI em 1911. O presidente do time é o famoso comentarista da BBC, Barry Davies.
A sede do Windsor Cricket Club está no Home Park, próximo do Castelo de Windsor. O time foi anfitrião de uma partida de críquete do Lord's Taverners. O primeiro time de Windsor joga atualmente na Divisão 2A da Thames Valley League.
Vizinhos, o Windsor Rugby Club também usa o mesmo terreno e o time joga atualmente na the Southern Counties – South Division.
Vários outros clubes esportivos locais tem sedes em Home Park, incluindo: times de hóquei e de arco e flecha, e o clube de corrida Datchet Dashers.
Royal Windsor Rollergirls foi uma das primeiras ligas de roller derby a ser fundada no Reino Unido, em 2007. Os jogos geralmente acontecem no Windsor Leisure Centre.

## Educação
Educação estadual é provida pelo Distrito Real de Windsor e Maidenhead através de um sistema de escolas por três níveis. A cidade é servida por 11 escolas primárias para crianças com idade até 9 anos. A partir daí, eles participam de uma das 4 escolas do ensino médio até aos 13 anos:
- Dedworth Middle School
- St Edward's Royal Free Ecumenical Middle School
- Trevelyan Middle School

Alunos de 13 a 18 anos frequentam as duas escolas secundárias de sexo único da cidade:
- The Windsor Boys' School
- Windsor Girls' School

Além disso, várias escolas independentes operam na cidade, incluindo:

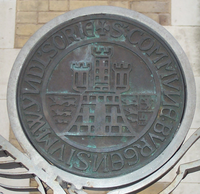
Selo de Windsor

- Brigidine School
- St George's School, Windsor Castle

## Política
Windsor faz parte do Distrito Real de Windsor e Maidenhead, que é administrado por uma autoridade unitária eleita. O prefeito é o Membro do Conselho John Lenton (Partido Conservador).
O atual Membro do Parlamento da Windsor constituency (que inclui pequenas cidades e vilas, como Eton e Datchet) é Adam Afriyie (Partido Conservador), que foi eleito nas Eleições Gerais de 2005. Afriyie é notável por ser o primeiro conservador negro na Câmara dos Comuns.
Em 2012, o conselho reintroduziu o papel de 'cuidador de cidade' para o Distrito. O cuidador anterior foi retirado em 1892 e por 110 anos a vaga ficou vagante.

## Cidades gêmeas
Windsor é uma cidade gêmea de:
- Goslar, Lower Saxony, Alemanha (de 1969)
- Neuilly-sur-Seine, Hauts-de-Seine, França (desde 1955)